# أندريه هاريل
أندريه هاريل (بالإنجليزية: Andre Harrell)‏ ( ولد 26 سبتمبر 1960 في ذا برونكس في الولايات المتحدة - توفي 7 مايو 2020) هو رابر ومنتج أسطوانات أمريكي.

## وصلات خارجية
- أندريه هاريل على موقع IMDb (الإنجليزية)
- أندريه هاريل على موقع ميوزك برينز (الإنجليزية)
- أندريه هاريل على موقع أول ميوزيك (الإنجليزية)
- أندريه هاريل على موقع ديسكوغز (الإنجليزية)
- أندريه هاريل على موقع قاعدة بيانات الفيلم (الإنجليزية)